# Erol Bilgin
Erol Bilgin (Kütahya, 20 febbraio 1987) è un sollevatore turco che ha gareggiato nelle categorie dei pesi gallo e pesi piuma.

## Carriera
Iniziò la carriera da sollevatore nel 1998 nella squadra del Kütahya Gençlik Merkezi S.K., trasferendosi due anni più tardi nel Tarım Kredi S.K., sotto la guida di Hilmi Pekünlü. Vinse i campionati europei giovanili Under-16 di Villeneuve-Loubet nel 2002, Under-17 di Stavanger del 2004, gli europei Juniores a Burgas nel 2004 e arrivò secondo ai mondiali juniores di Minsk nel 2004. Nel 2006 partecipò ai campionati mondiali universitari di Izmir giungendo al secondo posto. Partecipò a due edizioni dei Giochi del Mediterraneo: a Pescara nel 2009, vincendo l'oro nello strappo e nello slancio (non si assegnavano le medaglie nel totale) e a Tarragona nel 2018, vincendo l'argento nelle due specialità.
Dal 2005 al 2010 vinse cinque medaglie (una di bronzo, due d'argento e due d'oro) ai campionati europei e una medaglia di bronzo ai campionati mondiali di Adalia. Nel 2012 giunse ottavo alle Olimpiadi di Londra,  ma otto anni più tardi, nell'agosto del 2020, fu squalificato per essere stato trovato positivo al Chlorodehydromethyltestosterone e allo stanozololo in base a una nuova analisi delle provette.